# Deosai nationalpark

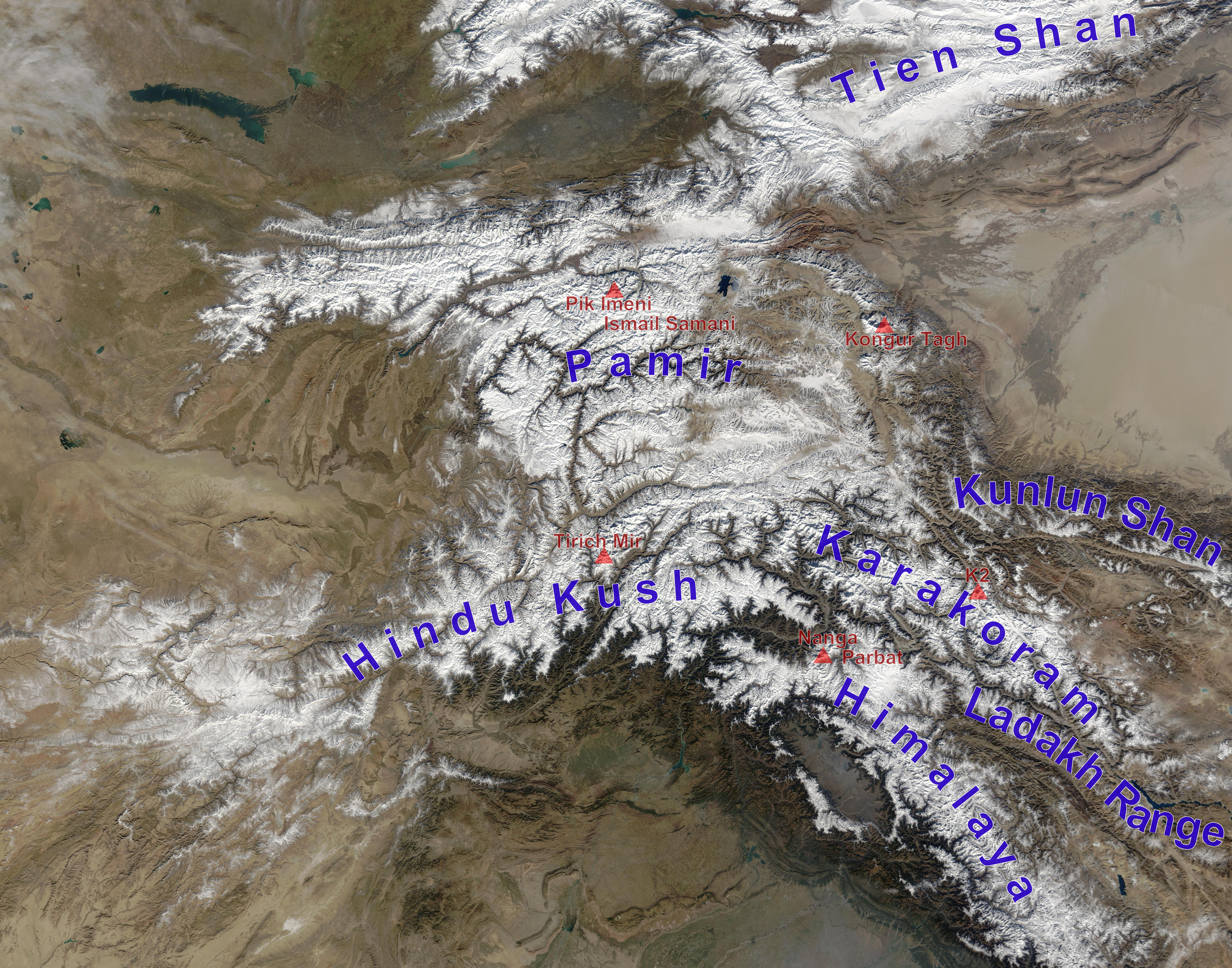
Deosai ligger mellan pricken över i:et i "Himalaya" och det andra a:et i "Parbat". Satellitbilden är tagen i slutet av november och marken i nationalparken är snötäckt från november till maj.

Deosai nationalpark (urdu: دیوسائی نیشنل پارک) är en nationalpark på en högplatå i norra Pakistan. Den är belägen i distriktet Skardu i Gilgit-Baltistan i västra Himalaja, öster om Nanga Parbat och söder om Karakorams centralkedja. Medelhöjden i området är 4 114 meter över havet.

## Etymologi
'Deosai' betyder 'Jättarnas land' på urdu. I Baltistan kallas området 'Ghbiarsa' vilket på det tibetoburmanska språket balti betyder 'sommarplatsen'. Det anspelar på att området bara är tillgängligt på sommarhalvåret.

## Bildgalleri

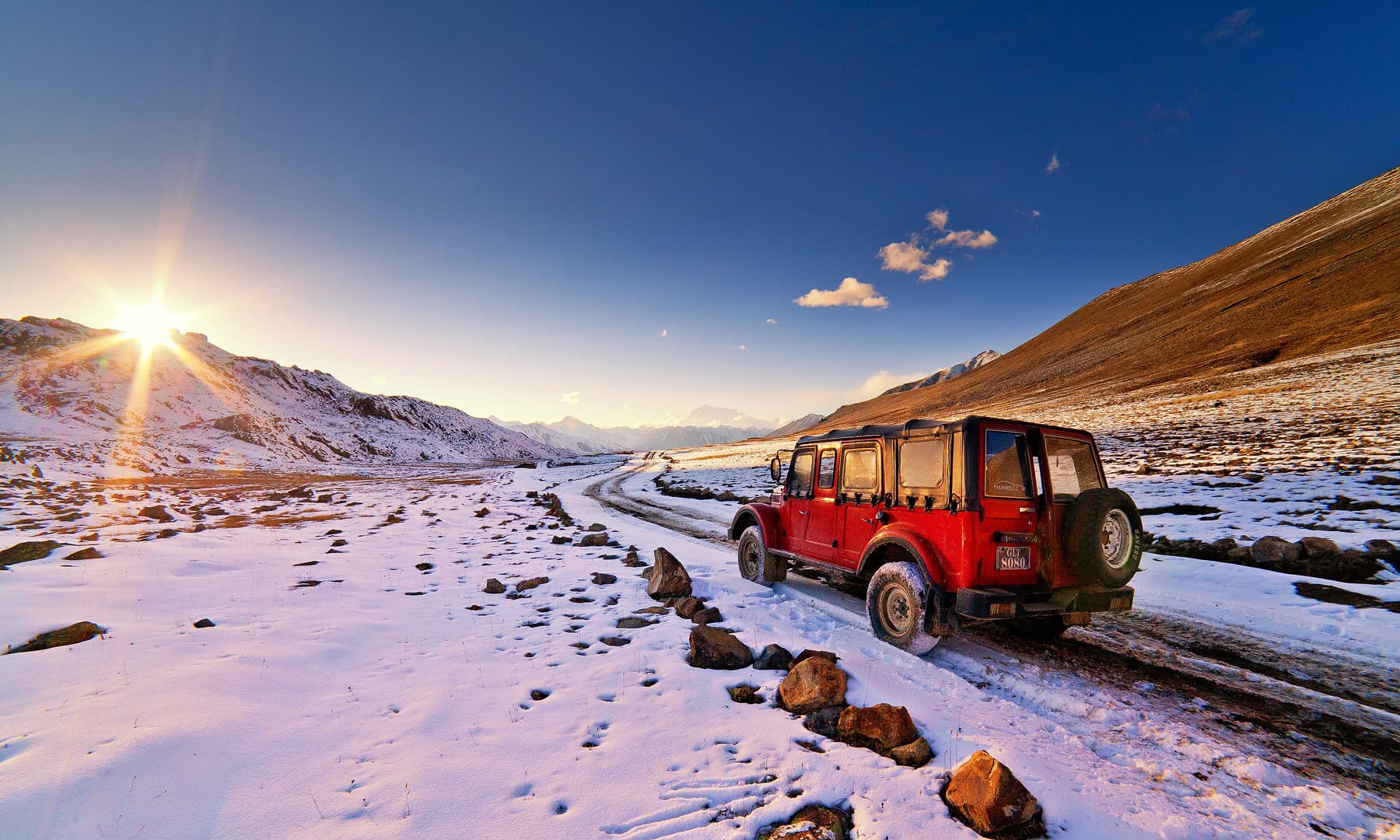
För  att besöka nationalparken krävs i regel fordon med fyrhjulsdrift.
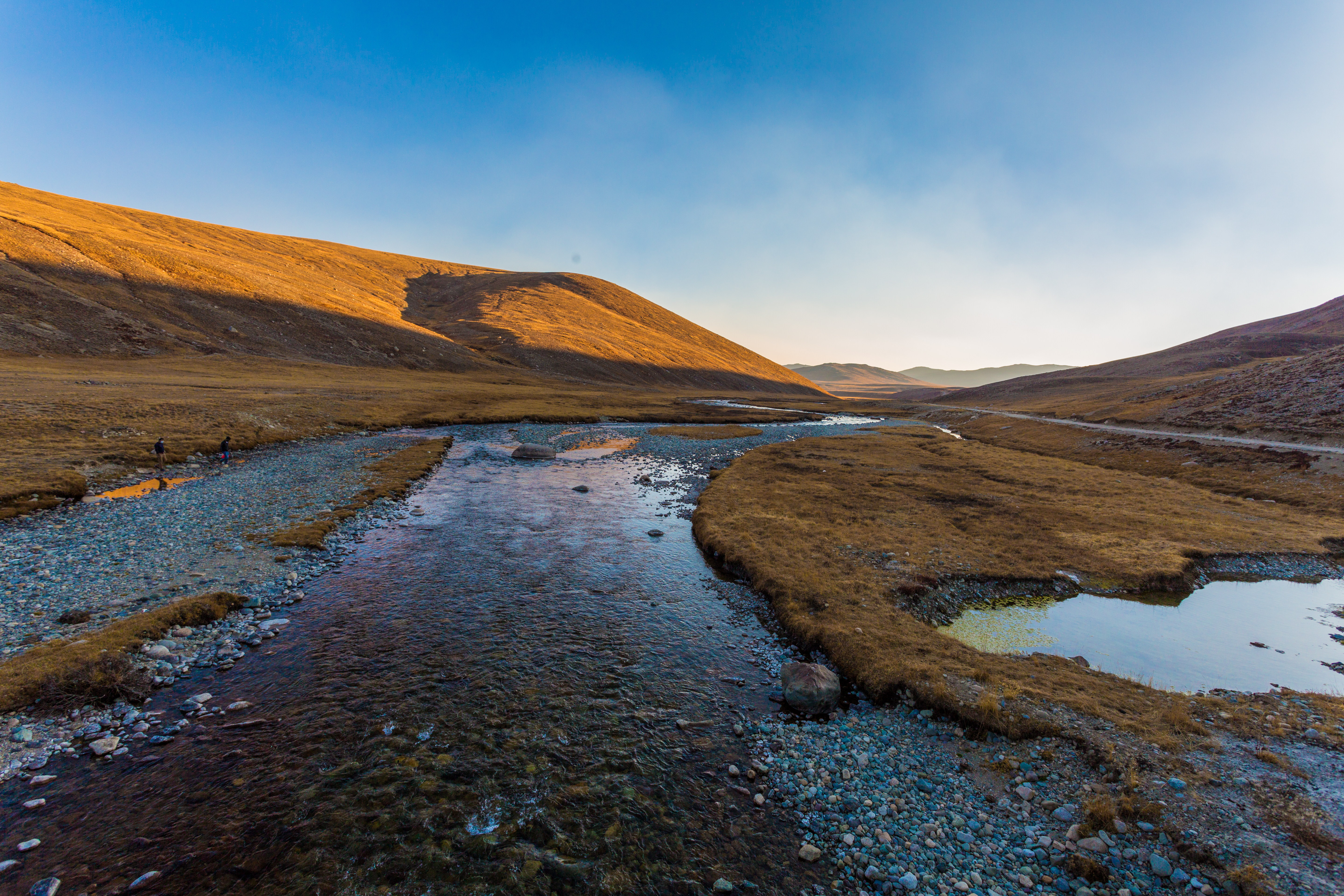
Floden Kala Pani rinner genom nationalparken.
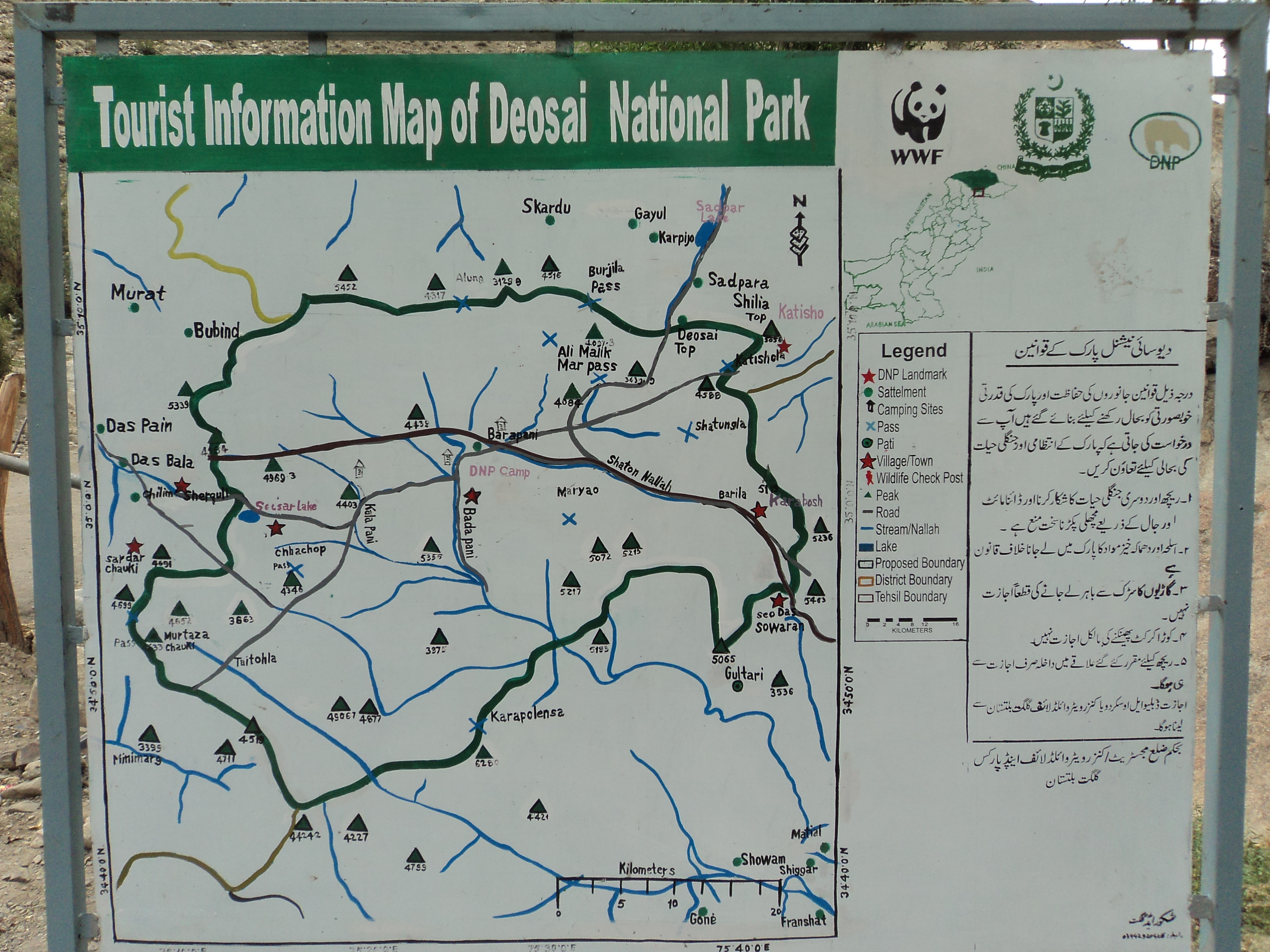
Turistkarta.
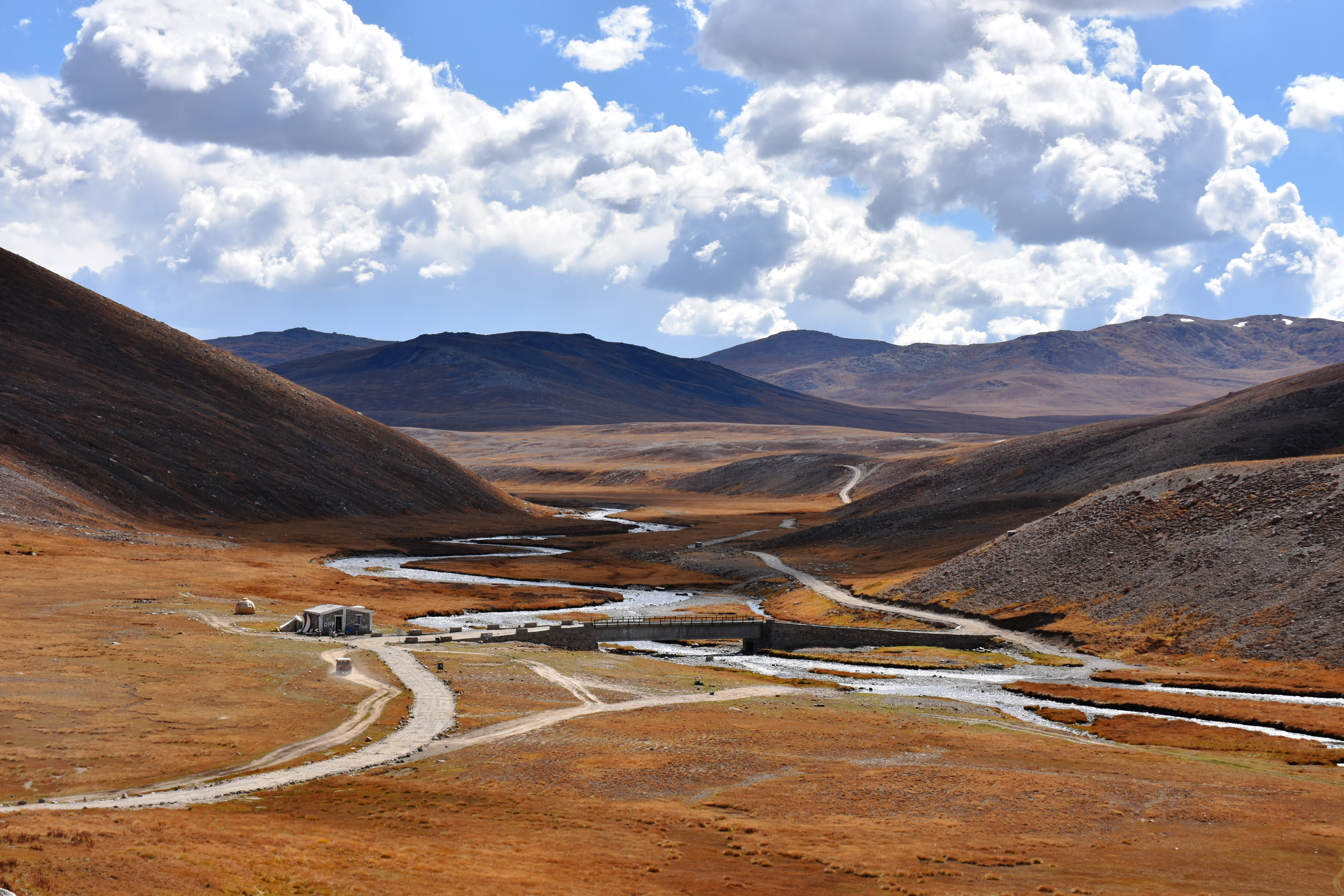
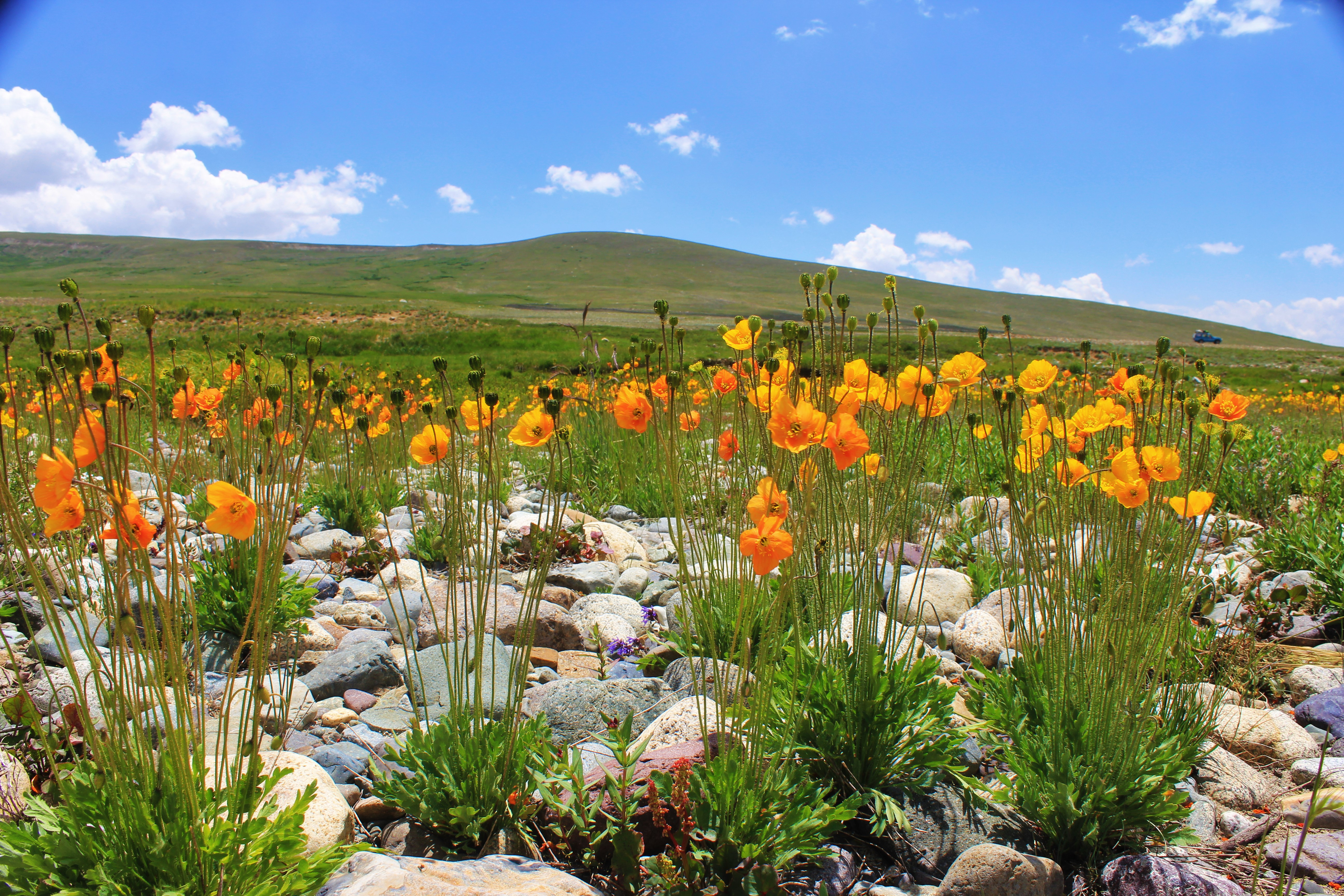
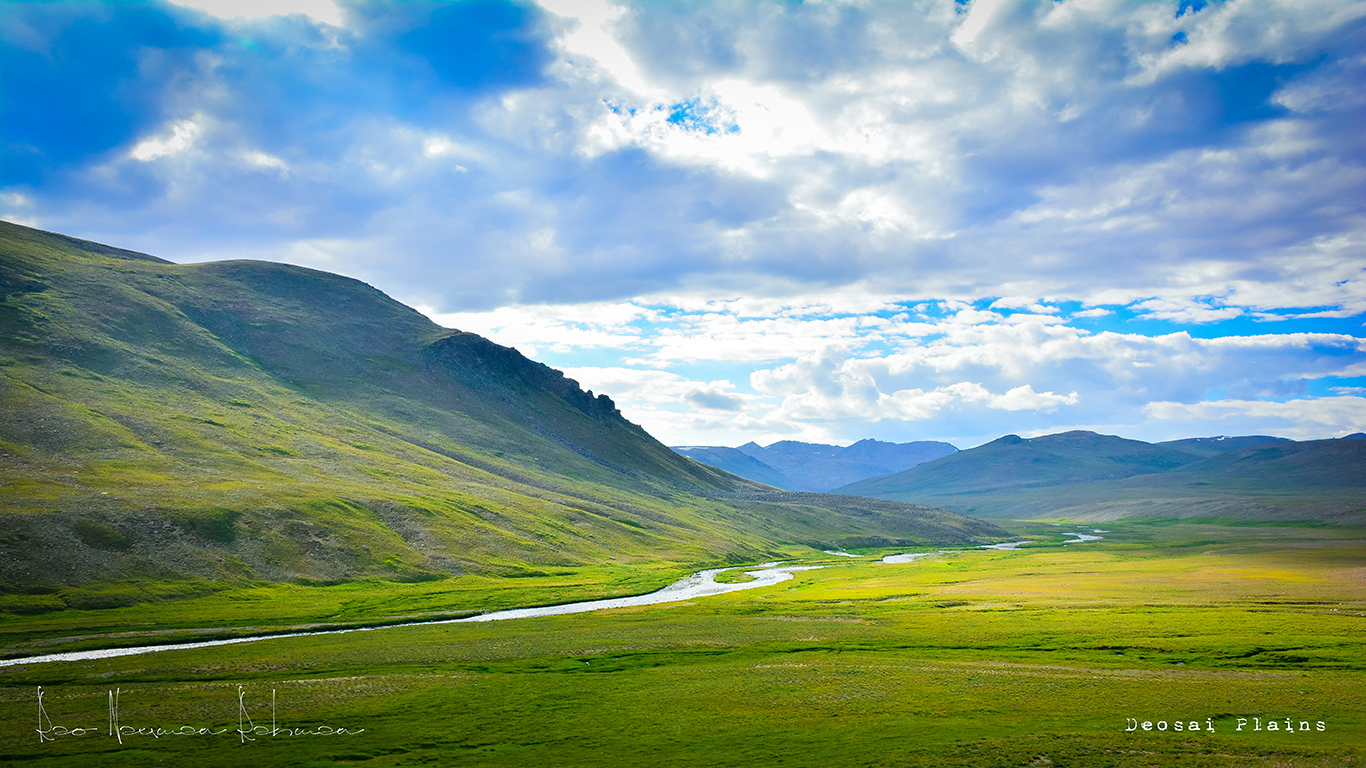
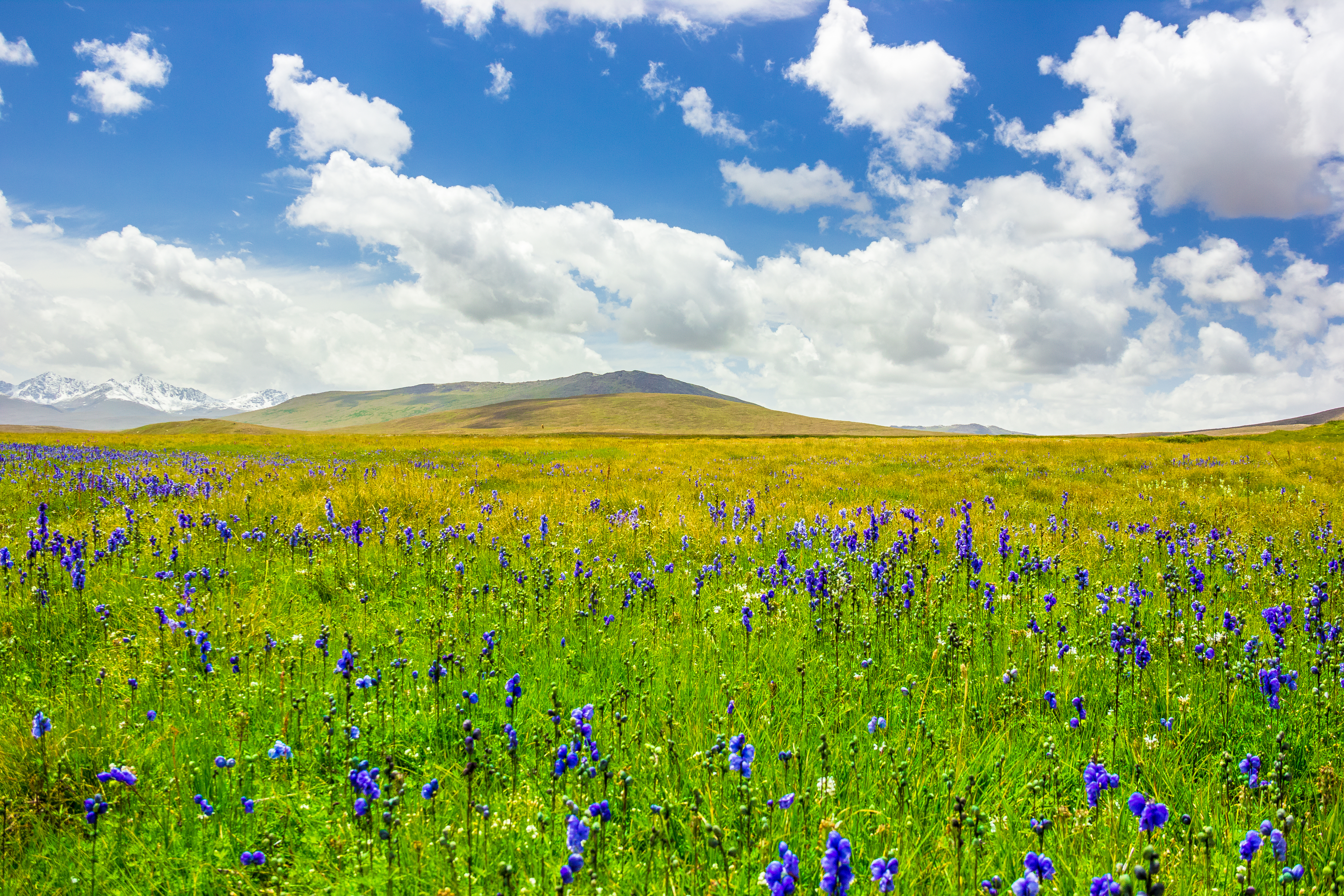
Blomsterprakt i augusti månad.
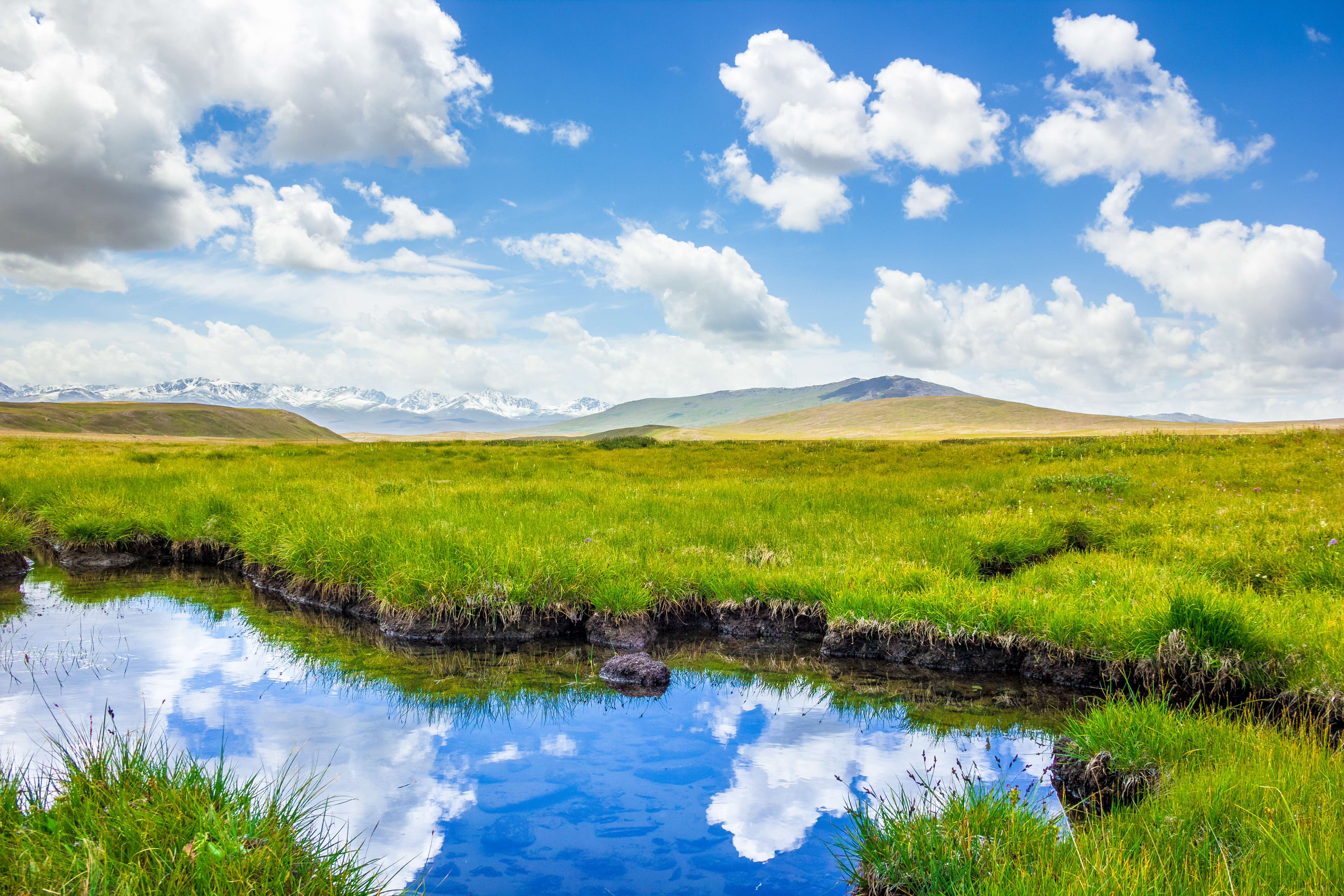
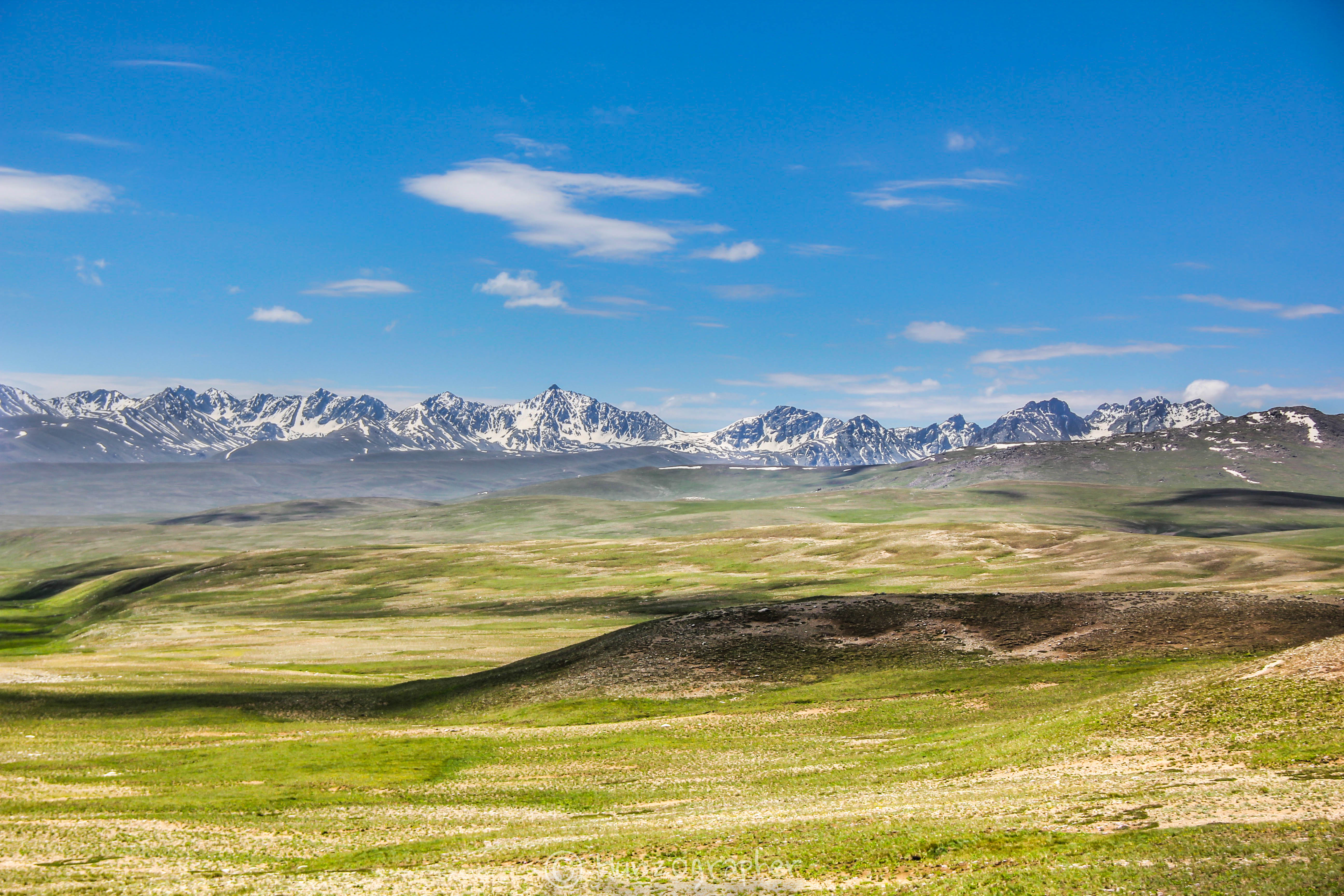
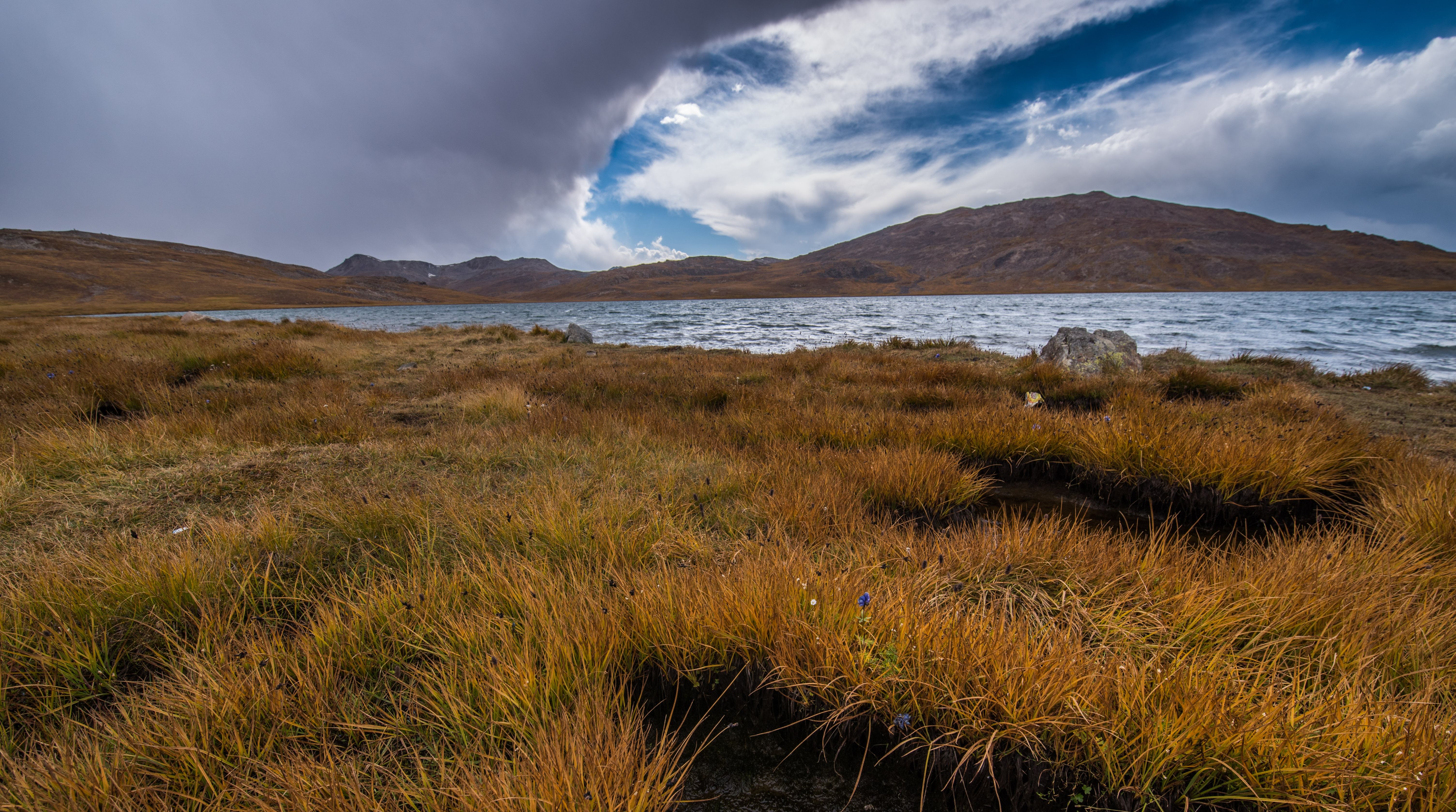
Sheosar-sjön på 4 142 meters höjd.